# Адміністративний устрій Христинівського району
Адміністративний устрій Христинівського району — адміністративно-територіальний поділ Христинівського району Черкаської області на 1 міську, 1 селищну та 21 сільську раду, які об'єднують 35 населених пунктів та підпорядковані Христинівській районній раді. Адміністративний центр — місто Христинівка.

## Список радХристинівського району
| №  | Назва                              | Центр                  | Населені пункти                                           | Площа км² | Місце за площею | Населення (2001), осіб | Місце за населенням |
| -- | ---------------------------------- | ---------------------- | --------------------------------------------------------- | --------- | --------------- | ---------------------- | ------------------- |
| 1  | Христинівська міська рада          | м. Христинівка         | м. Христинівка                                            | 80,000    |                 | 11528                  | 1                   |
| 2  | Верхняцька селищна рада            | смт Верхнячка          | смт Верхнячка                                             |           |                 | 4291                   | 2                   |
| 3  | Ботвинівська сільська рада         | с. Ботвинівка          | с. Ботвинівка с. Гребля                                   |           |                 | 637                    | 18                  |
| 4  | Великосевастянівська сільська рада | с. Велика Севастянівка | с. Велика Севастянівка                                    |           |                 | 3006                   | 4                   |
| 5  | Вербуватська сільська рада         | с. Вербувата           | с. Вербувата с. Багачівка с. Мала Іванівка                |           |                 | 629                    | 20                  |
| 6  | Заячківська сільська рада          | с. Заячківка           | с. Заячківка                                              |           |                 | 635                    | 19                  |
| 7  | Зорянська сільська рада            | с. Зоряне              | с. Зоряне                                                 |           |                 | 254                    | 23                  |
| 8  | Івангородська сільська рада        | с. Івангород           | с. Івангород                                              |           |                 | 1193                   | 9                   |
| 9  | Кузьмино-Гребельська сільська рада | с. Кузьмина Гребля     | с. Кузьмина Гребля с-ще Хасанівка                         |           |                 | 1343                   | 6                   |
| 10 | Ліщинівська сільська рада          | с. Ліщинівка           | с. Ліщинівка                                              |           |                 | 843                    | 15                  |
| 11 | Малосевастянівська сільська рада   | с. Мала Севастянівка   | с. Мала Севастянівка с. Вільшанка с-ще Іванівка с. Козаче |           |                 | 1235                   | 8                   |
| 12 | Орадівська сільська рада           | с. Орадівка            | с. Орадівка                                               |           |                 | 907                    | 14                  |
| 13 | Осітнянська сільська рада          | с. Осітна              | с. Осітна                                                 |           |                 | 780                    | 17                  |
| 14 | Пеніжківська сільська рада         | с. Пеніжкове           | с. Пеніжкове                                              |           |                 | 608                    | 21                  |
| 15 | Розсішківська сільська рада        | с. Розсішки            | с. Розсішки с. Веселівка                                  |           |                 | 1785                   | 5                   |
| 16 | Синицька сільська рада             | с. Синиця              | с. Синиця                                                 |           |                 | 918                    | 13                  |
| 17 | Сичівська сільська рада            | с. Сичівка             | с. Сичівка с-ще Сичі с-ще Яри                             |           |                 | 1026                   | 11                  |
| 18 | Талалаївська сільська рада         | с. Талалаївка          | с. Талалаївка                                             |           |                 | 517                    | 22                  |
| 19 | Углуватська сільська рада          | с. Углуватка           | с. Углуватка с. Чайківка                                  |           |                 | 939                    | 12                  |
| 20 | Христинівська сільська рада        | с. Христинівка         | с. Христинівка                                            |           |                 | 3088                   | 3                   |
| 21 | Шельпахівська сільська рада        | с. Шельпахівка         | с. Шельпахівка                                            |           |                 | 842                    | 16                  |
| 22 | Шукайводська сільська рада         | с. Шукайвода           | с. Шукайвода с. Вікторівка                                |           |                 | 1307                   | 7                   |
| 23 | Ягубецька сільська рада            | с. Ягубець             | с. Ягубець                                                |           |                 | 1143                   | 10                  |

* Примітки: м. — місто, с-ще — селище, смт — селище міського типу, с. — село